# Murzynowo (województwo mazowieckie)
Murzynowo – wieś sołecka w Polsce położona w województwie mazowieckim, w powiecie płockim, w gminie Brudzeń Duży.
W skład sołectwa wchodzą także wsie Cierszewo i Biskupice. 
W latach 1975–1998 miejscowość administracyjnie należała do województwa płockiego.

## Części wsi
| SIMC    | Nazwa   | Rodzaj                          |
| ------- | ------- | ------------------------------- |
| 1059455 | Łęg     | część wsi (zniesiona w 2023 r.) |
| 1059745 | Skarzeń | część wsi (zniesiona w 2023 r.) |

## Geografia
Murzynowo jest położone w Kotlinie Płockiej, na prawym brzegu Wisły, w obrębie historycznej ziemi dobrzyńskiej. Miejscowość oddalona jest od Płocka o ok. 20 km w kierunku zachodnim. W pobliżu Murzynowa znajdują się Brudzeński Park Krajobrazowy oraz Gostynińsko-Włocławski Park Krajobrazowy (po drugiej stronie Zbiornika Włocławskiego na Wiśle).

## Kultura
W Murzynowie znajduje się Mazowieckie Obserwatorium Geograficzne, naukowo-dydaktyczna placówka terenowa Wydziału Geografii i Studiów Regionalnych Uniwersytetu Warszawskiego oraz Muzeum im. Stanisława Murzynowskiego, gdzie prezentowane są zbiory etnograficzne zgromadzone przez badacza tych terenów – Jacka Olędzkiego.